# 아일랜드 신화
아일랜드 신화(아일랜드어: miotaseolaíocht na nGael)는 고대 아일랜드에 거주하던 켈트인들이 믿던 신화로, 기독교의 침식으로부터 온전히 보존되지 못했다. 그러나 많은 전승이 중세 아일랜드어 문학의 형태로 보존되었으며, 켈트 신화 중에서 그나마 잘 보존되어 있는 축에 속한다.
당대 필사본들 중 오늘날까지 남아있는 것의 수는 많지 않고, 아예 글로 쓰여지지 않은 전승도 많지만, 아일랜드 신화는 크게 네 개의 대계로 나눌 수 있다. 신화 대계, 얼스터 대계, 피니언 대계, 열왕 대계가 그것이다. 그리고 이 대계들에 속하지 않는 문헌들도 있다. 그리고 신화의 성격은 퇴색되었으나, 상기 네 대계의 인물이 하나 또는 그 이상 등장하는 민담의 형태로도 구전되고 있다.